# Johanna Piesch
Johanna (Hansi) Camilla Piesch (6 juin 1898–28 septembre 1992) est une physicienne et mathématicienne autrichienne. Elle est reconnue pour ses contributions à l'algèbre de commutation, l'un des principes fondamentaux de l'informatique numérique et des langages de programmation.

## Biographie
Née le 6 juin 1898 à Innsbruck, Johanna Camilla Piesch est la fille d'Oswald Piesch, officier de cavalerie. Elle est élevée à Vienne où, après l'école primaire, elle fréquente dès 1916 l'école secondaire au Reform Realgymnasium Dr Wesely. Elle étudie ensuite la physique à l'Université de Vienne, obtenant un doctorat en 1921. Elle obtient un diplôme d'enseignement en mathématiques et en physique en 1928.
Piesch travaille au Service de la Poste et du Télégraphe (Post- und Telegraphenverwaltung ) dès 1928 mais doit quitter son poste en 1938 sous le régime national-socialiste. L'administration allemande la délocalise à Berlin après l'Anschluss où elle commence à travailler sur l'algèbre de commutation. Ses publications sur l'algèbre de Boole en 1939 font d'elle la première personne à aborder ses applications. Ce faisant, elle ouvre la voie aux mathématiciens autrichiens Adalbert Duschek et Otto Plechl. La méthode de simplification proposée dans sa deuxième publication est particulièrement intéressante. En 1958, elle publie en collaboration avec Heinrich Sequenz, alors Président de l'Université technologique de Vienne, l'histoire de l'algèbre de commutation en Autriche,.
En juillet 1945, elle retrouve son poste à la tête du laboratoire des PTT. En février 1956, elle travaille à la bibliothèque du centre de documentation de technologie et de science de l'Université technique de Vienne. Elle prend sa retraite en octobre 1962.
Piesch consacre les trente dernières années de sa vie au travail social.
Elle décède le 28 septembre 1992 à Vienne. Son travail est considéré comme une des bases du développement de l'informatique.

## Publications majeures
- 1939: Piesch, H., "Begriff der Allgerneinen Schaltungstechnik" (Concept de théorie générale de la commutation), Archiv für Elektrotechnik, Vol. 33, p. 672–686.
- 1939: Piesch, H., "Über die Vereinfachung von Allgeneinen Schaltungen" (Sur la simplification des circuits de commutation généraux), Archiv fürElektrotechnik, Vol. 33, p. 733–746.
- 1951: Piesch, H., "Systematik der Autornatischen Schaltung" (Systématique de commutation automatique), OFT, Vol. 5, p. 2–43.
- 1955: Piesch, H., "Die Matrix in der Schaltungsalebgra zur Planung Relaisgesteuerter Netzwerke" (Matrices en algèbre de commutation pour la conception de réseaux contrôlés par relais), Archiv für elektrische Übertragung, Vol. 9, pp. 460–468.
- 1956: Piesch, H., «Beitrdge zur Modernen Schaltalgebra» (Contributions à l'algèbre de commutation moderne), Conférence de Côme, pp. 16–25.
- 1958: Piesch, H., et Sequenz, H, "Die Österreichischen Wegbereiter der Theorie der Elektrischen Schaltungen" (Les pionniers autrichiens de la théorie de la commutation électrique), Elecktrotechnik & Maschinenbau, Vol. 75, p. 241–245.